# Несостоявшееся государство

Рейтинг недееспособности государств на 2023 г.
Несостоявшиеся государства (111-120)
Высокая опасность недееспособности государственных институтов (101-110)
Опасность недееспособности гос. институтов (91-100)
Высокая вероятность недееспособности гос. институтов (81-90)
Средняя вероятность недееспособности государства (71-80)
Вероятность недееспособности гос. институтов (61-70)
Низкая стабильность гос. институтов (51-60)
Устойчивость гос. институтов (41-50)
Большая устойчивость гос. институтов (31-40)
Высокая устойчивость гос. институтов (21-30)
Сверхустойчивость гос. институтов (0-20)
Нет данных

Несостоя́вшееся госуда́рство, распа́вшееся госуда́рство, или провали́вшееся госуда́рство (англ. failed state, в русскоязычных текстах часто даётся без перевода) — государство, которое не в состоянии поддерживать своё существование в качестве жизнеспособной политической и экономической единицы.
Центральное правительство несостоявшегося государства так слабо или неэффективно, что фактически не контролирует некоторую часть государственной территории и/или не в состоянии осуществлять те или иные государственные функции. Такое государство становится неуправляемым и недостаточно легитимным в глазах международного сообщества в связи с эрозией самой государственной власти.

## История развития и использования термина

### Зарождение термина «несостоявшееся государство»
Одними из первых термин «несостоявшееся государство» в начале 1990-х годов применили американские исследователи Джеральд Хельман и Стивен Ратнер в своей работе «Anarchy Rules: Saving Failed States». В работе не было представлено чёткого определения данного термина, однако значимым является то, что авторы включают «несостоявшиеся государства» (к которым в качестве примера относят Боснию и Герцеговину, Либерию и Сомали), в общий смысловой круг «группы государств, чьё выживание находится под угрозой» наряду с «несостоятельными государствами» (Эфиопия, Грузия, Заир) и новыми государствами, образовавшимися после распада СССР и Югославии, чью жизнеспособность авторы на тот момент оценить затруднялись.

### Подход Даниэля Тюрера
Профессор международного права из Цюрихского университета Даниэль Тюрер, анализируя различные правовые аспекты Вестфальской системы международных отношений, обнаружил многочисленные исторические примеры, схожие с «несостоявшимися государствами» в современном мире (в этом отношении он обозначает Китай 1930-х годов). Подобные ситуации, с его точки зрения, являются закономерным итогом распада государственных структур и институтов (обеспечивающих правопорядок) и сопровождаются «анархическими формами внутреннего насилия».

### Подход Ульриха Шнеккера
Существенный вклад в развитие термина в 2003 году внёс немецкий политолог Ульрих Шнеккер, предложивший понятие «непрочной государственности» для обозначения страны, государственные структуры которой «утратили или не обрели […] способность управления в главных сферах компетенции».
К числу подобных сфер компетенции Шнеккер относит следующие:
- Монополия на применение силы (то есть контроль государства над территорией посредством государственной монополии на применение силы). В данной сфере индикаторами утраты компетенции, по его мнению, могут служить следующие условия:
  - отсутствие контроля над всей территорией или частью территории;
  - отсутствие контроля над внешними границами;
  - большое число и политическая значимость негосударственных структур (в том числе террористических), применяющих силу;
  - регулярные случаи самосуда.
- Государственные услуги в различных областях (социальное государство, рынок труда (занятость), образование, здравоохранение и т. д.), а также механизмы распределения экономических ресурсов (таможенные пошлины, налоги, сборы и другие). Индикаторы утраты компетенции:
  - систематическое отсекание определённых социальных групп от экономических ресурсов;
  - глубокие экономические кризисы;
  - колоссальные недоимки налогов или таможенных платежей и, наоборот, многократное налогообложение;
  - растущий разрыв между бедными и богатыми.
- Политическое устройство (формы участия населения в политике, стабильность политических институтов, качество правового государства и публичного управления). Индикаторы утраты компетенции:
  - усиление авторитарных или олигархических структур принятия решения;
  - репрессии против политической оппозиции;
  - фальсификации результатов выборов, вызывающие недовольство части общества и политическую напряженность;
  - систематическое исключение определённых групп населения из участия в политике;
  - грубые нарушения прав человека.

Так как в понимании Шнеккера допустима процедура измерения степени эрозии государственности, то исследователь предлагает выделять на основании данного критерия следующие типы государств:
1. «слабые государства» (weak states);
2. государства, которые не справляются со своими функциями, деградируют (failing states);
3. «несостоявшиеся государства» (failed states).

## Употребление термина на практике
«Несостоявшиеся государства» упомянуты в качестве одной из новых угроз в Стратегии национальной безопасности США в 2006 году. В частности, в документе отмечается, что «несостоявшиеся государства» способствуют развитию терроризма, что является угрозой национальной безопасности США.
На основании подобных заключений США и их военно-политические союзники вскоре стали обосновывать введение войск в Афганистан и Ирак, а в 2006 году с аналогичными доводами в Восточный Тимор, охваченный беспорядками, были введены войска Австралии.
Использование концепции «несостоявшегося государства» в качестве предлога для внешней интервенции впоследствии стало основным направлением её критики. Проблему «несостоявшихся государств» бывший посол США в СССР Джек Мэтлок на конференции Балтийского форума в 2017 году назвал общей угрозой безопасности в мире наряду с ядерным оружием, последствиями глобального потепления, международным терроризмом, необходимостью оздоровления мировой экономики.
Американский аналитический центр «Фонд за мир» составляет ежегодные рейтинги «несостоятельности государств», в которых страны ранжированы по целому ряду параметров, в числе которых, к примеру, показатели, связанные с проблемой беженцев, а также экономических спадов. По состоянию на 2023 год «Фонд за мир» к наиболее «несостоятельным государствам» планеты относит Сирию, Демократическую Республику Конго, Южный Судан, Йемен и Сомали.
По мнению историка Рене Де Ла Педрахи Томана, неспособность Киева создать функционирующее упорядоченное государство привело к конкуренции за Украину между Западом и Россией. В 2015 году журналист Леонид Бершидский назвал свою статью в Bloomberg «Украина в опасности стать несостоявшимся государством», отметив, что коррупция и внутренняя разобщенность украинской политической элиты позволили Путину дестабилизировать Украину с помощью пророссийских сепаратистов. В 2015 году доктор политических наук Грегор Гил отмечает, что Украина — это скорее государство, столкнувшееся с политическим кризисом и экономическими проблемами, которые усилены влиянием России. Историк Александр Панкиеев указывает на российскую кампанию дискредитации образа Украины на Западе. Война в Донбассе описывалась многими западными экспертами как украинский «кризис», а Украина изображалась «несостоявшимся государством», отвлекая внимание от настоящей проблемы — российской оккупации украинских территорий. В 2022 году, после начала вторжения России на Украину, учёные и СМИ отметили, что после выбора Украиной евроинтеграционного вектора российское руководство и пропаганда описывали Украину как «несостоявшееся государство» с «несуществующим неотличным от русских народом — украинцами», и что вторжение имеет целью «денацифицировать» Украину.